# Eugène Péchaubès
Eugène Péchaubès, ou Pechaubès, né à Pantin le 24 juin 1890 et mort à Paris le 2 février 1967, est un peintre animalier français, célèbre pour ses peintures de chevaux de course et jockeys.

## L'œuvre
Peintre français connu du 20e siècle, sa notoriété s'est construite autour de son œuvre figurative de cavaliers, dans des sujets sportifs (courses hippiques ou polo), cynégétiques ou militaires.
Il se signale en premier lieu comme peintre de sujets militaires, particulièrement tirés de l’histoire du Second Empire. Il se consacre ensuite presque exclusivement à l’étude des chevaux de course devenant un véritable portraitiste des chevaux de course célèbres, profession recherchée par les éleveurs.
Il dessina le Maréchal Ney, le Maréchal Poniatowsky, des Hussards, des Cuirassiers trompette, des Dragons et Grenadiers à cheval de la Garde impériale, des Officiers de cuirassiers et officier des chevau-légers, des fantasias, etc.
Ses tableaux de courses hippiques couvrent un grand nombre d'hippodromes français et européens comme celui d'Ascot, de Newmarket, de Kempton Park, d'Auteuil, de Longchamp, de Saint-Cloud, de Chantilly, de Deauville, de Maisons-Laffitte etc. Il sut capturer le mouvement des chevaux, étudiant le corps, la gestuelle et l'attitude des chevaux. Le passage de la ligne et poteau d'arrivée a été souvent représenté dans des formats panoramiques, accentuant l'impression de vitesse des chevaux. Des victoires importantes ont été peintes comme le Prix James Hennessy en 1957 ou le Grand Prix des trois ans en 1956 gagnés à Auteuil par First Guard, le Prix de France gagné par Sereilhac en 1950 à Auteuil, le Prix Morny à Deauville en 1958 remporté par Océanic monté par Guy Chancelier, le Prix des Gravilliers gagné par Alexien en 1942 à Longchamp, le Prix des Lions gagné par Normandy en 1950 également à Longchamp, le 1er prix biennal gagné par Spirituelle en 1932 à Maisons-Laffitte, le Prix La Camargo à Saint-Cloud en 1933 remportée par la même jument. Il prit comme modèle des chevaux de course comme Océanic, Mon Triomphe, Paradou souvent monté par Théo Nador.
Il peignit également des scènes de vénerie, mettant à profit sa technique picturale de représentation des chevaux. Ont ainsi été représentés le Rallye Bretagne, la duchesse d'Uzès et l’Équipage de Bonnelles en forêt de Rambouillet .
Dans les années 1940, il a illustré quelques couvertures du mensuel Le Chasseur français.
Il travailla aussi bien sur toile, isorel, à l'huile, aquarelle ou gouache. Des lithographies et estampes ont également été produites.
Le 24 mai 2017, la maison de vente Artcurial organise une vente aux enchères disséminant les œuvres retrouvées dans l'atelier d'Eugène & Géna Pechaubès.

## Sépulture
Il repose dans la 97e division du cimetière du Père-Lachaise avec sa fille, Géna Péchaubès (1923-2019), également peintre.